# Château de Saint-Saphorin-sur-Morges
Le château de Saint-Saphorin-sur-Morges est un ancien siège seigneurial situé dans le village de Saint-Saphorin-sur-Morges, sur le territoire de la commune vaudoise d'Échichens, en Suisse.

## Histoire
Etablie sur le site d'un ancien château féodal la grande demeure actuelle a été bâtie vers 1725, peut-être sous la direction de l'architecte Guillaume Delagrange, qui dessine en tout cas les plans des dépendances vers 1730. L'ensemble est élevé pour le compte du général François-Louis de Pesmes de Saint-Saphorin, qui, après une brillante carrière de militaire et de diplomate, se retire à Saint-Saphorin où il était né. Sa fille, Judith-Louise, épouse en 1737 Gabriel-Henri de Mestral, alors seigneur de Pampigny et le château, toujours propriété est resté aux mains de cette même famille. Parmi ses propriétaires successifs figurent l'ingénieur Georges de Mestral, inventeur du velcro, qui hérite du domaine de son père en 1966.
L'architecture de l'édifice s'inspire des modèles de la grande résidence aristocratique française. La demeure, de trois niveaux abrités sous une imposante toiture à croupes, présente, côté cour, une exceptionnelle tour d'escalier semi-circulaire saillante avec porte monumentale à clef ornée d'un mascaron. La façade sud, la plus visible, comporte deux avant-corps latéraux peu saillants et, sur l'axe, une partie centrale entièrement en pierre de taille (molasse) traitée à la manière d'un avant-corps et sommée d'un fronton aux armes de Mestral.
Le château est classé comme bien culturel d'importance nationale. Il est entouré d'un domaine viticole de 4.6 hectares où est produit le Grand Cru St-Saphorin-sur-Morges AOC La Côte.